# Лихачёв, Василий Васильевич
Василий Васильевич Лихачёв (1883 — 1921) — командир 253-го пехотного Перекопского полка, полковник, герой Первой мировой войны.

## Биография
Из мещан. Уроженец Черниговской губернии. Общее образование получил дома.
В 1904 году окончил Чугуевское пехотное юнкерское училище, откуда выпущен был подпоручиком в 125-й пехотный Курский полк.
Участвовал в русско-японской войне, был ранен под Сандепу. За боевые отличия награжден двумя орденами, в том числе орденом Св. Анны 4-й степени с надписью «за храбрость». 12 февраля 1905 года переведен в 57-й пехотный Модлинский полк. Произведен в поручики 20 октября 1907 года, в штабс-капитаны — 25 ноября 1911 года. Был заведующим командой разведчиков.
С началом Первой мировой войны, 5 декабря 1914 года переведен в 253-й пехотный Перекопский полк. Произведен в капитаны 3 июня 1915 года «за отличия в делах против неприятеля», в подполковники — 16 октября 1915 года «за отличия в делах против неприятеля». Был командиром 2-го батальона полка. Удостоен ордена Св. Георгия 4-й степени
За то, что 31 августа 1916 года, при атаке сильно укрепленной позиции (Деалу-Орлулай) в Лесистых Карпатах, начальствуя отрядом из 7 рот того же полка, в решительную минуту боя во главе резервной роты бросился на окопы противника, облегчив этим захват их, и затем, направив часть рот во фланг противника, державшегося против соседних справа наших частей, помог им выполнить свою задачу, захватив при этом 9 пулеметов и 300 пленных.
Пожалован Георгиевским оружием
За то, что, будучи в чине подполковника и временно командуя названным полком, в бою 23 октября 1916 года за высоту, называемую «Орлиное гнездо», что к востоку от м. Кирли-Баба, после того, как неприятель, обрушившись крупно-калиберной артиллерией (выпустил в течение дня около 20000 снарядов), сравняв наши окопы с землей, пошел в решительные атаки и, в то время, когда врагу удалось захватить две линии наших окопов, полковник Лихачев удержался на северных обрывистых скатах этой горы, все время руководя тяжело создавшейся обороной этого важного выступа. 24 октября полковник Лихачев, подтянув полковой резерв и, находясь под смертельной опасностью, лично организовал контр-атаку, влил бодрость духа в бойцов своего полка и веру в окончательный успех; без артиллерии, а штыковым ударом своих храбрецов обратно отобрал «Орлиное гнездо», потеряв при этом убитыми: 3 офицеров и 147 солдат; ранеными 8 офицеров и 335 солдат и оставшимися на поле сражения 1 офицера и 32 солдата, и взяв 200 пленных во главе с командиром отдельного батальона 42 пехотного полка, два пулемета и 4 миномета.
28 января 1917 года произведен в полковники, 4 мая того же года назначен командиром 253-го пехотного Перекопского полка.
В Гражданскую войну участвовал в Белом движении в составе ВСЮР и Русской армии. При эвакуации Русской армии остался в Крыму, был приговорен к ВМН тройкой особого отдела 4-й армии РККА, расстрелян в 1921 году в Симферополе.

## Награды
- Орден Святого Станислава 3-й ст. с мечами и бантом (ВП 11.05.1906)
- Орден Святой Анны 4-й ст. с надписью «за храбрость» (ВП 4.11.1907)
- Орден Святой Анны 3-й ст. (ВП 5.03.1913)
- Орден Святого Владимира 4-й ст. с мечами и бантом (ВП 31.12.1914)
- Орден Святого Станислава 2-й ст. с мечами (ВП 18.06.1916)
- Орден Святой Анны 2-й ст. с мечами (ВП 11.09.1916)
- Георгиевское оружие (ПАФ 10.06.1917)
- Орден Святого Георгия 4-й ст. (ПАФ 31.07.1917)